# Presse- und Informationsamt der Bundesregierung (Bonn)

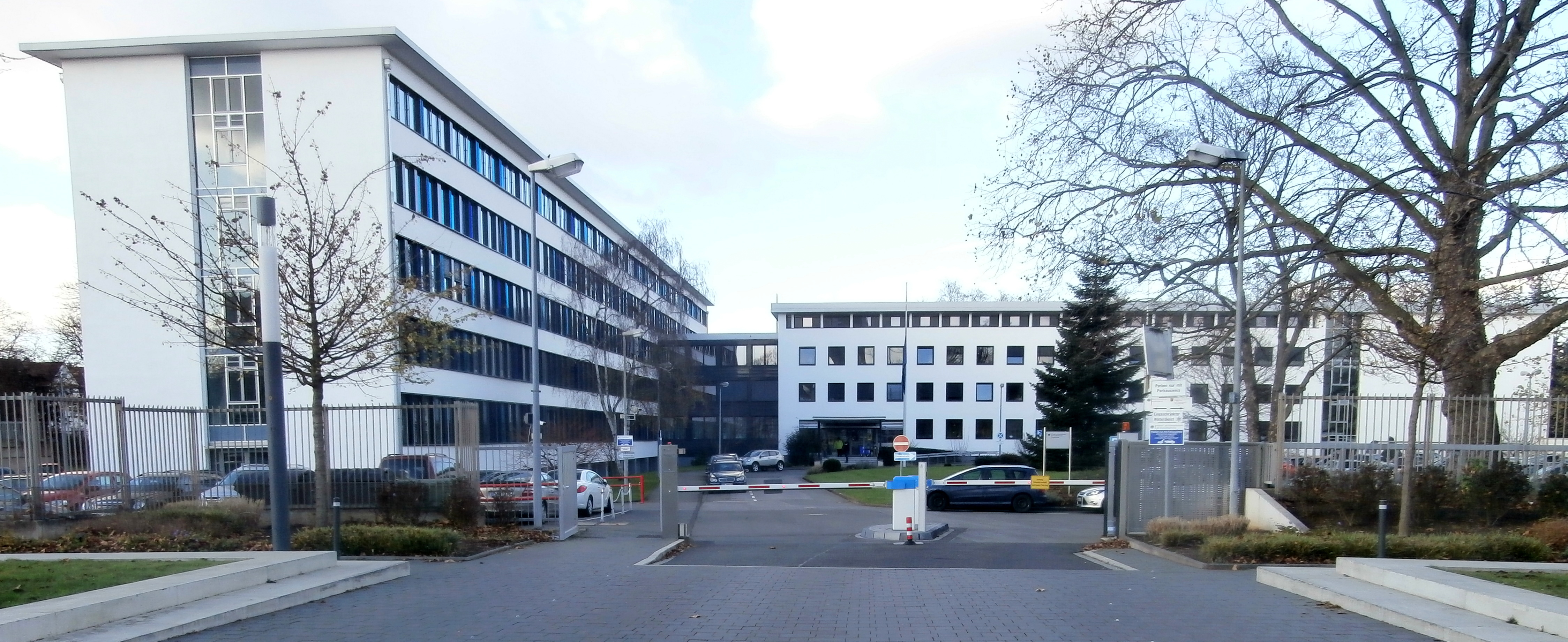
Presse- und Informationsamt der Bundesregierung, Welckerstraße 11 (2015)

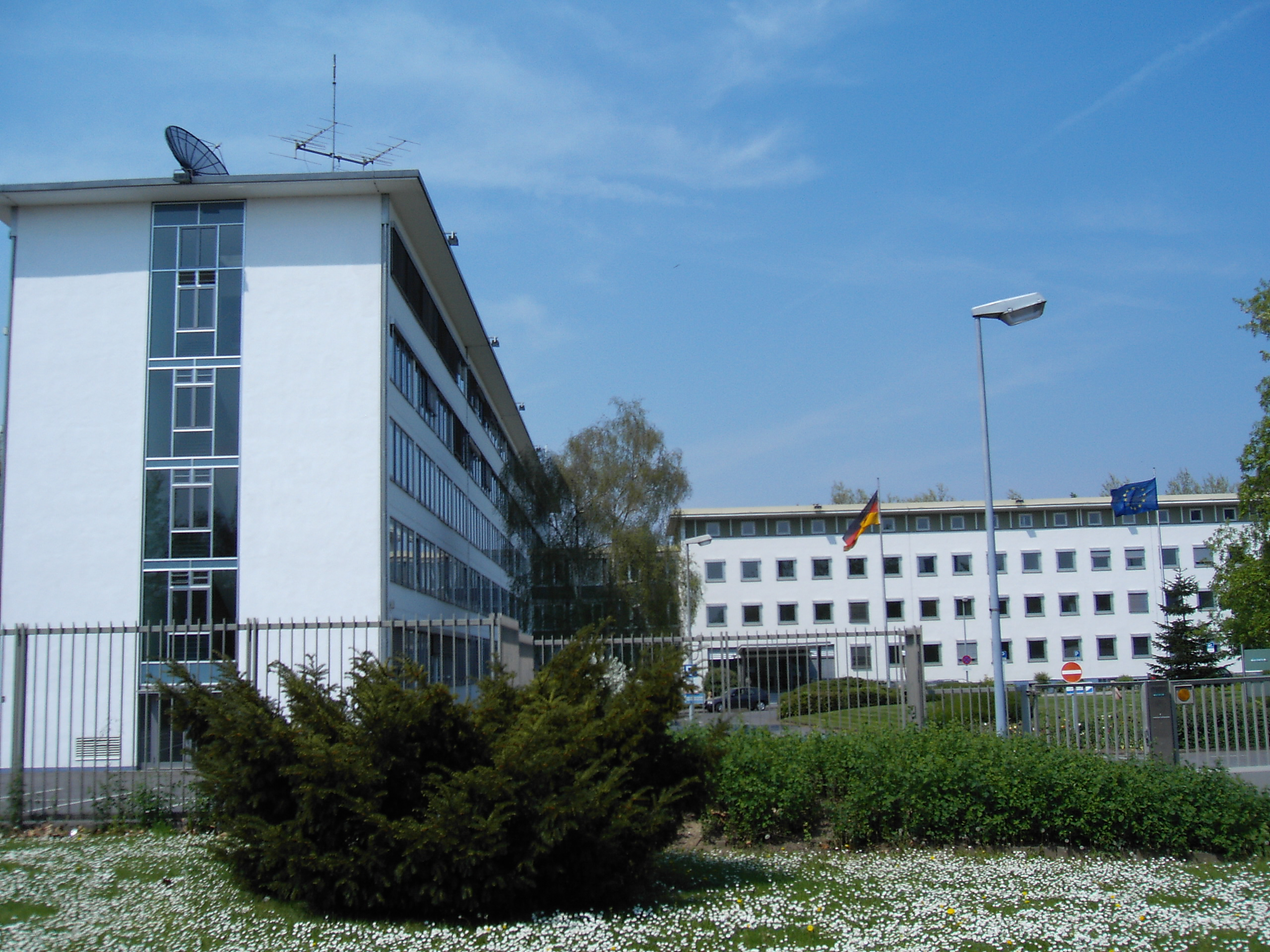
Presse- und Informationsamt der Bundesregierung (2006)

Das Gebäude des Presse- und Informationsamts der Bundesregierung in Bonn wurde von 1954 bis 1956 errichtet. Es liegt im Zentrum des Bundesviertels an der Welckerstraße (Hausnummer 11) und der Ostseite der Willy-Brandt-Allee (B 9), direkt südlich des ehemaligen Bundeskanzleramtsgebäudes.

## Geschichte
Nach seiner Gründung im September 1949 hatte das damals noch als Abteilung dem Bundeskanzleramt angegliederte Presse- und Informationsamt der Bundesregierung bis Mai 1950 seinen Sitz in der Villa Kurt-Schumacher-Straße 10 (damals Drachenfelsstraße) inmitten des neu entstandenen Parlaments- und Regierungsviertels. Anschließend zog es in die Ermekeilkaserne in der Bonner Südstadt.
Zwischen der Görresstraße und der Welckerstraße weideten bis 1954 Kühe, die zu einem landwirtschaftlichen Betrieb der Familie Hennen aus der Simrockstraße gehörten.
Der erste eigene Neubau des Presse- und Informationsamtes entstand hier von 1954 bis 1956 unter Gesamtleitung der Bundesbaudirektion nach Plänen des Architekten Dirk Denninger in direkter Nähe zum damaligen Sitz des Bundeskanzleramts, dem Palais Schaumburg. Anfang 1970 wurde im Presse- und Informationsamt die erste EDV-Anlage für das Bundeskanzleramt installiert.

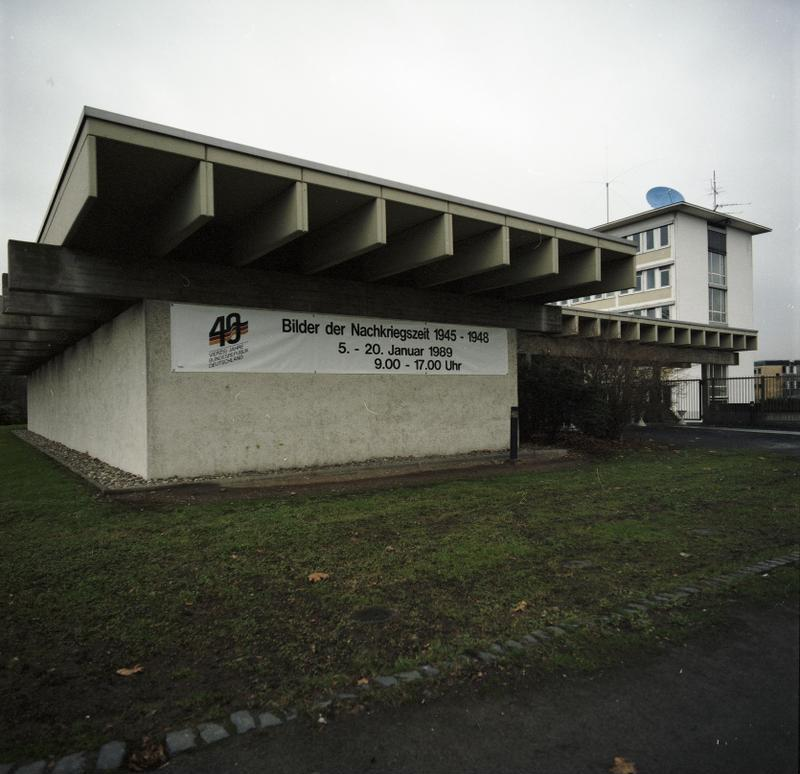
Pavillon des Presse- und Informationsamtes (1989)

Bei seiner Fertigstellung befand sich das Gebäude außerhalb eines städtebaulichen Zusammenhangs am Rande einer großen Wiesenfläche, der sogenannten Görreswiese. Auf dieser wurde von 1973 bis 1976 der Neubau des Bundeskanzleramts errichtet. Mit diesem wurde das Presse- und Informationsamt technisch zu einem Informationsnetzwerk verbunden und zwischen beiden Häusern eine Fernschreiberstandverbindung eingerichtet. 1974 entstand für das Presse- und Informationsamt direkt südwestlich an der Ecke Willy-Brandt-Allee als Baumaßnahme der Bundesbaudirektion ein Informationspavillon (2000–2004 ifa-Galerie, heute Haus der Geschichte). Im Zuge der Anfang der 1970er-Jahre begonnenen Planungen für einen Neubau von Deutschem Bundestag und Bundesrat sollte auch die „Parlamentsvorzone“ neugeordnet und dabei – dies ergaben städtebauliche Gutachten im Jahre 1978 – nach Vorbild der überbauten Görreswiese eine neue Parkanlage als „Grüne Zone“ geschaffen werden. Langfristig war dafür auch die Verlagerung des Presse- und Informationsamtes, also der Abbruch des Gebäudes, vorgesehen.
Im Zuge der Verlegung des Regierungssitzes nach Berlin (1999) wurde dort im August 1999 ein weiterer Dienstsitz des Presse- und Informationsamtes der Bundesregierung eingerichtet, der als Hauptsitz die meisten Arbeitsstellen der Behörde aufnimmt. Aufgrund der mit dem teilweisen Umzug freigewordenen Bürokapazitäten kann die Liegenschaft des Bonner Dienstsitzes seither weiteren Dienststellen des Bundes zur Verfügung gestellt werden. Im April 2001 nahm die bereits ab Ende des vorherigen Jahres organisatorisch aufgebaute, im Besitz des Bundes und der Länder befindliche Fiscus GmbH mit anfänglich etwa 100 Mitarbeitern ihre offizielle Tätigkeit in dem Gebäude auf. Die Firma wurde von 2005 bis 2008 liquidiert. Von 2009 bis 2010 erfolgte eine Energetische Sanierung des Gebäudes, die das Dach, die Fassade, die Fenster und den Sonnenschutz betraf. Derzeit (Stand: 2017) sind im Bonner Dienstsitz des Presse- und Informationsamtes etwa 70 von 440 Mitarbeitern des Amtes beschäftigt, die vornehmlich im Verwaltungsbereich arbeiten, sowie ein Teil des Bundesamts für Infrastruktur, Umweltschutz und Dienstleistungen der Bundeswehr.
Als im August 2013 damit begonnen wurde, das Palais Schaumburg zu sanieren, zog der dort untergebrachte zweite Dienstsitz des Bundeskanzleramts mit etwa 20 Mitarbeitern in das Gebäude des Presse- und Informationsamtes. Ursprünglich sollte die Sanierung bis 2026 dauern, Anfang 2024 wurde aber bereits nicht mehr mit einer Fertigstellung vor 2027 gerechnet und im Juni 2024 schließlich entschieden, dass die Mitarbeiter des zweiten Dienstsitzes des Kanzleramts dauerhaft im Gebäude des Presseamts untergebracht bleiben sollen, währenddessen das Palais unter Federführung der Bundesanstalt für Immobilienaufgaben eine andere, „angemessene“, Nachnutzung erfahren soll.

## Architektur
Das Gebäude des Presse- und Informationsamtes ist ein zweiflügeliger Stahlbetonskelettbau mit Ziegel- oder Betonausfachungen. Das parallel zur Friedrich-Ebert-Allee gelegene, mit 40 m Entfernung aber deutlich aus der Straßenflucht zurückgenommene Hauptgebäude ist fünfgeschossig. Es ist im Mittelteil dreibündig mit Doppelflur und innen liegenden Lichtschächten erschlossen, wobei die Büros an den Außenwänden aufgereiht sind. Der sich rückwärtig im rechten Winkel anschließende Trakt ist viergeschossig und nahm ursprünglich im Erdgeschoss Dienstwohnungen auf.